# Mykołajiwka (hromada Tiahynka)
Mykołajiwka (ukr. Миколаївка) – wieś na Ukrainie, w obwodzie chersońskim, w rejonie berysławskim, w hromadzie Tiahynka. W 2001 liczyła 858 mieszkańców.